# アロア高等学校
アロア高等学校（英: Aloha High School）は、アメリカ合衆国オレゴン州アロアにある公立の高等学校。

## 人種構成
- アメリカ先住民 2%
- アジア・太平洋系 12%
- 黒人 6&
- ヒスパニック 23%
- 白人 62%
- 複数のカテゴリーを選択 5%[1]

## 学業
2008年、高校4年生517人の75％が高等学校の卒業証書を授与された。517人中、389人が卒業し、69人が退学、14人が修正卒業証書（modified diploma）を授与され、45人が留年した。
2009年、ケン・ヤーネルが校長に就任した。ヤーネルは教育現場で経験したことをブログに綴っている。
アロア高等学校は、2008年と2009年の両年において、ニューズウィーク誌が監修する「アメリカ合衆国の高等学校1500傑」の一つに数えられている 。
現在、18のアドバンスドプレースメント（AP）課程を提供しており、この数は2001年に比べて125％した。2001年に156人分しか登録がなかったAP試験は、2008-2009年度には424人の生徒による694人分の登録にまで飛躍した。

## 教員
2008-2009年度、アロア高等学校の教員は、71人の教師、177人の教育アシスタント、40人の管理員、30人のその他フタッフメンバーにより構成されている。教師の平均経験年数は1.67年で、25%が修士号以上の保持者である。

## 著名な卒業生
- ウォリー・バックマン（1977年卒業生）：野球選手
- ブラッド・フィッツパトリック（1998年卒業生）：LiveJournal設立者
- 黃仁勳（1981年）：NVIDIA共同設立者兼CEO[9]
- S・D・ペリー（1988年卒業生）：サイエンスフィクション作家